# Диабетический кетоацидоз
Диабетический кетоацидоз (ДКА) является потенциально опасным для жизни осложнением сахарного диабета. Признаки и симптомы могут включать рвоту, боль в животе, глубокое судорожное дыхание, учащённое мочеиспускание, слабость, спутанность сознания и иногда потерю сознания. Дыхание человека может приобретать специфический «фруктовый» запах. Симптомы обычно появляются быстро. У людей без ранее установленного диагноза сахарного диабета ДКА может стать первым явным проявлением заболевания.
Наиболее часто ДКА возникает у людей с сахарным диабетом 1 типа, однако может развиваться и при других формах диабета при определённых условиях. Триггерами могут быть инфекционные заболевания, неправильное введение инсулина, инсульт и приём некоторых лекарственных средств, например, стероиды. ДКА развивается на фоне дефицита инсулина; в ответ на это организм начинает использовать жирные кислоты, в качестве источника энергии, что приводит к образованию кислых кетоновых тел. Диагноз ДКА, как правило, устанавливается на основании выявления высокого содержания глюкозы в крови, низкого уровня pH крови и кетокислот в крови или моче.
Основное лечение включает внутривенное вливание жидкостей и инсулина. В зависимости от степени тяжести состояния инсулин может вводиться внутривенно или подкожно. Как правило, также требуется восполнение калия для предотвращения развития низкого содержания калия в крови. В течение всего периода лечения следует регулярно проверять содержание глюкозы и калия в крови. При наличии сопутствующей инфекции может потребоваться назначение антибиотиков. При выраженном снижении pH крови может быть применён бикарбонат натрия; однако эффективность его использования остаётся неясной, и, как правило, он не рекомендуется.
Частота ДКА различается в разных странах мира. В Великобритании примерно у 4 % пациентов с диабетом 1 типа ежегодно развивается ДКА, тогда как в Малайзии это состояние диагностируется примерно у 25 % таких больных. Впервые ДКА был описан в 1886 году и до введения в клиническую практику инсулинотерапии в 1920-х годах почти всегда приводил к летальному исходу. При своевременном и адекватном лечении уровень летальности составляет около 1–4 %. К возможным осложнениям ДКА относится отёк головного мозга, особенно у детей.

## Распространённость
Диабетический кетоацидоз занимает первое место среди острых осложнений эндокринных болезней, смертность достигает 6…10%. У детей с инсулинозависимым сахарным диабетом это самая частая причина смерти. Все случаи данного состояния можно разделить на две группы:
- диабетический кетоз — состояние, характеризующееся повышением уровня кетоновых тел в крови и тканях без выраженного токсического эффекта и явлений дегидратации;
- диабетический кетоацидоз — в случаях, когда недостаток инсулина вовремя не компенсирован экзогенным введением или не устранены причины, способствующие повышенному липолизу и кетогенезу, патологический процесс прогрессирует и приводит к развитию клинически выраженного кетоацидоза.

Таким образом, патофизиологические различия этих состояний сводятся к степени выраженности нарушения метаболизма.

## Этиология
Наиболее частой причиной развития выраженного кетоацидоза является сахарный диабет 1-го типа.
Диабетический кетоацидоз возникает из-за абсолютного или относительного дефицита инсулина, который развивается в течение несколько часов или дней.
I. У больных с впервые выявленным инсулинозависимым сахарным диабетом частичный или полный дефицит эндогенного инсулина вызван гибелью бета-клеток панкреатических островков.
II. У больных, получающих инъекции инсулина, причинами кетоацидоза могут быть:
1. неправильная терапия (назначение слишком малых доз инсулина);
2. нарушение режима инсулинотерапии (пропуск инъекций, просроченный препарат инсулина);
3. резкое повышение потребности в инсулине у больных с инсулинозависимым сахарным диабетом:
а) инфекционные заболевания: сепсис (или уросепсис); пневмония; другие инфекции верхних дыхательных и мочевых путей; менингит; синуситы; периодонтит; холецистит, панкреатит; парапроктит.
б) сопутствующие эндокринные нарушения: тиреотоксикоз, синдром Кушинга, акромегалия, феохромоцитома;
в) инфаркт миокарда, инсульт;
г) травмы и/или хирургические вмешательства;
д) медикаментозная терапия: глюкокортикоиды, эстрогены (в том числе и гормональные контрацептивы);
е) беременность;
ж) стресс, особенно в подростковом периоде.
Во всех вышеперечисленных случаях увеличение потребности в инсулине обусловлено усиленной секрецией контринсулярных гормонов — адреналина (норадреналина), кортизола, глюкагона, СТГ, а также инсулинорезистентностью — снижением чувствительности тканей к действию инсулина.
III. У четверти больных причину развития диабетического кетоацидоза установить не удаётся.

## Патогенез
В условиях недостатка энергии организм человека использует гликоген и запасённые липиды. Запасы гликогена в организме относительно невелики — около 500…700 г, в результате его расщепления синтезируется глюкоза. Головной мозг, являясь по строению липидной структурой, получает энергию, в основном утилизируя глюкозу, а ацетон для мозга является токсичным веществом. В связи с этой особенностью непосредственное расщепление жиров не может обеспечить энергией головной мозг. Так как запасы гликогена относительно невелики и истощаются в течение нескольких дней, организм может обеспечить головной мозг энергией либо с помощью глюконеогенеза (эндогенного синтеза глюкозы), либо путём повышения концентрации кетоновых тел в циркулирующей крови для переключения других тканей и органов на альтернативный источник энергии. В норме при дефиците углеводистой пищи печень из ацетил-КоА синтезирует кетоновые тела — возникает кетоз, не вызывающий электролитных нарушений (является вариантом нормы). Однако в ряде случаев также возможна декомпенсация и развитие ацидоза (ацетонемический синдром).

### Дефицит инсулина
1. Дефицит инсулина приводит к гипергликемии с осмотическим диурезом, развивается дегидратация и теряются электролиты плазмы.
2. Повышение образования эндогенной глюкозы — усиливаются гликогенолиз (распад гликогена до глюкозы) и глюконеогенез (синтез глюкозы из аминокислот, образующихся при распаде белков). Кроме того, активируется липолиз, что ведёт к нарастанию уровня свободных жирных кислот и глицерина, что также способствует усилению продукции глюкозы.
3. Дополнительный вклад в повышение уровня глюкозы в плазме крови вносят:
  - снижение утилизации глюкозы тканями, вследствие не только дефицита инсулина, но и из-за инсулинорезистентности;
  - уменьшение объёма внеклеточной жидкости (следствие осмодиуреза), приводит к снижению почечного кровотока и к задержке глюкозы в организме.
4. В ответ на снижение энергетического обеспечения органов и тканей (глюкоза без инсулина не может проникнуть в клетки) печень начинает усиленный синтез кетоновых тел[11] (кетогенез) — развивается кетонемия, которая прогрессирует из-за снижения утилизации кетоновых тел тканями. Появляется запах «ацетона» в выдыхаемом воздухе. Нарастающая концентрация кетоновых тел в крови преодолевает почечный порог, что приводит к кетонурии, обязательно сопровождающейся усиленной экскрецией электролитов (катионов).
5. Дефицит оснований: неконтролируемая продукция кетоновых тел обусловливает истощение щелочного резерва, расходуемого на их нейтрализацию — развивается ацидоз[9].

### Роль контринсулиновых гормонов
1. Адреналин, кортизол и гормон роста (СТГ) подавляют опосредованную инсулином утилизацию глюкозы мышцами.
2. Адреналин, глюкагон и кортизол усиливают гликогенолиз и глюконеогенез.
3. Адреналин и СТГ усиливают липолиз.
4. Адреналин и СТГ подавляют остаточную секрецию инсулина[9].

## Клиника
Кетоацидоз является следствием стойко декомпенсированного сахарного диабета и развивается при тяжёлом, лабильном его течении на фоне:
- присоединения интеркуррентных заболеваний,
- беременности,
- травм и хирургических вмешательств,
- неправильной и несвоевременной коррекции дозы инсулина,
- несвоевременной диагностики впервые выявленного сахарного диабета.

Клиническая картина характеризуется симптомами выраженной декомпенсации заболевания:
- уровень гликемии 15…16 ммоль/л и выше;
- глюкозурия достигает 40…50 г/л и более;
- кетонемия 0,5…0,7 ммоль/л и выше;
- развивается кетонурия;
- у большинства пациентов отмечаются признаки компенсированного метаболического ацидоза — показатель pH крови не выходит за границы физиологической нормы (7,35…7,45);
- в более тяжёлых случаях развивается субкомпенсированный ацидоз, для которого характерно сохранение физиологических механизмов компенсации, несмотря на снижение pH;
- декомпенсированный метаболический ацидоз развивается при дальнейшем нарастании концентрации кетоновых тел, что ведёт к истощению щелочных резервов крови — наступает стадия прекомы. К клиническим симптомам декомпенсации сахарного диабета (слабость, полидипсия, полиурия) присоединяются вялость, сонливость, снижение аппетита, тошнота (иногда рвота), нерезкая боль в животе (абдоминальный синдром при декомпенсации сахарного диабета), в выдыхаемом воздухе ощущается запах «ацетона»)[10].

Диабетический кетоацидоз — неотложное состояние, требующее госпитализации пациента. При несвоевременной и неадекватной терапии развивается диабетическая кетоацидотическая кома.

## Диагностика
Кетоновые тела являются кислотами, и скорость их усвоения и синтеза может значительно отличаться; могут возникать ситуации, когда из-за высокой концентрации кетокислот в крови смещается кислотно-щелочное равновесие, развивается метаболический ацидоз. Следует различать кетоз и кетоацидоз, при кетозе не происходит электролитных изменений крови, и это физиологическое состояние. Кетоацидоз — патологическое состояние, лабораторными критериями которого являются снижение рН крови ниже 7,35 и концентрации стандартного бикарбоната сыворотки крови менее 21 ммоль/л.

## Лечение
Лечение диабетического кетоацидоза направлено на устранение дефицита инсулина, восстановление водно-электролитного баланса и коррекцию метаболического ацидоза.
В первую очередь проводится внутривенная инфузия изотонического раствора натрия хлорида (физраствор) для восстановления объёма циркулирующей крови и коррекции дегидратации. Параллельно осуществляется постепенное снижение уровня глюкозы в крови с помощью инсулина короткого действия, вводимого подкожно или внутримышечно. При необходимости добавляются ощелачивающие растворы, такие как натрия гидрокарбонат, для коррекции метаболического ацидоза.
Важным аспектом лечения является мониторинг состояния пациента, включая контроль уровня глюкозы, кетоновых тел, электролитов и кислотно-щелочного состояния крови. При развитии тяжёлых форм диабетического кетоацидоза, таких как прекома, лечение проводится по принципам терапии диабетической комы.

## Прогноз
При своевременной коррекции биохимических нарушений — благоприятный. При несвоевременной и неадекватной терапии кетоацидоз через короткую стадию прекомы переходит в диабетическую кому.

## Профилактика
- Серьёзное отношение к своему состоянию, соблюдение врачебных рекомендаций.
- Техника инъекций инсулина, надлежащее хранение препаратов инсулина, правильное дозирование препаратов, тщательное перемешивание препаратов NPH-инсулина или приготовленных ex tempore смесей короткого и NPH-инсулина перед инъекцией. Отказ от использования просроченных препаратов инсулина (кроме того, способных вызывать аллергические реакции!).
- Своевременное обращение за медицинской помощью в случае безрезультатности самостоятельных попыток нормализовать состояние.